# Эспинель, Висенте
Висе́нте Го́мес Марти́нес-Эспине́ль (исп. Vicente Gómez Martínez-Espinel; 28 декабря 1550, Ронда, Испания — 4 февраля 1624, Мадрид) — испанский писатель, композитор, музыкант и переводчик золотого века Испании.

## Биография
В 1571—1572 годах учился в Саламанкском университете, где познакомился с выдающимися личностями своего времени Хорхе Манрике и Луисом де Гонгорой, Луисом Гальвесом де Монтальво и многими другими. Музыкальный талант Эспинеля нашёл своё признание у графов Тарифы, герцогов Альба и других влиятельных лиц. Некоторое время проживал в Сарагосе, затем пытался найти себя на военном поприще и в 1574—1577 годах служил оруженосцем у графа Лемоса Педро де Кастро в Вальядолиде. Когда граф отправился в африканский поход с королём Португалии Себастьяном, Эспинель оказался в Севилье и вращался в сомнительных кругах, что отвернуло от него некоторых из его почитателей таланта. Эспинель бежал от правосудия. Граф Дении оказал ему услугу, отправив на службу герцогу Медина-Сидония в Италию. Оттуда его вывезли в Алжир берберские пираты, и Эспинель был освобождён только в 1573 году. Позднее Эспинель много путешествовал и побывал во Фландрии и Италии. В 1589 году стал священником.
Висенте Эспинель снискал признание современников за свой поэтический талант, который высоко оценили Лопе де Вега и Мигель де Сервантес. Он изобрел стихотворный размер, известный под названием децима эспинела. Эспинель был также известен в музыке: ему приписывается изобретение пятой гитарной струны. Переводил сочинения Горация.

## Сочинения
- Различные стихи / Diversas rimas, 1591
- Жизнь Маркоса де Обрегона / Relaciones de la vida del escudero Marcos de Obregón, Madrid: Juan de la Cuesta 1618.